# Episodi di Star Wars: Forces of Destiny (prima stagione)
La prima stagione della serie televisiva animata Star Wars: Forces of Destiny, composta da 16 episodi, è stata distribuita su YouTube dal 3 luglio al 1º novembre 2017 e trasmessa su Disney Channel negli Stati Uniti dal 9 luglio al 29 ottobre 2017.
In Italia la stagione è stata trasmessa su Disney XD dal 17 settembre all'11 novembre 2017.
La stagione è stata pubblicata negli Stati Uniti il 12 novembre 2019 su Disney+, mentre in Italia il 24 marzo 2020, data di uscita italiana di Disney+.
L'incipit narrato da Maz Kanata mentre compare la sigla è: «Le scelte che facciamo, le azioni che compiamo, momenti piccoli e grandi, fanno di noi Forze del destino.».
Ogni episodio è scritto da Jennifer Muro e diretto da Brad Rau.
| nº | Titolo originale      | Titolo italiano               | Distribuzione USA | Distribuzione USA | Prima TV Italia   |
| nº | Titolo originale      | Titolo italiano               | YouTube           | Disney Channel    | Prima TV Italia   |
| -- | --------------------- | ----------------------------- | ----------------- | ----------------- | ----------------- |
| 1  | Sands of Jakku        | Sabbie di Jakku               | 3 luglio 2017     | 9 luglio 2017     | 17 settembre 2017 |
| 2  | BB-8 Bandits          | BB-8 e i banditi              | 4 luglio 2017     | 9 luglio 2017     | 17 settembre 2017 |
| 3  | Ewok Escape           | Ewok in fuga                  | 6 luglio 2017     | 1º ottobre 2017   | 17 settembre 2017 |
| 4  | The Padawan Path      | La via del Padawan            | 6 luglio 2017     | 1º ottobre 2017   | 17 settembre 2017 |
| 5  | Beasts of Echo Base   | Bestie della Base Echo        | 7 luglio 2017     | 1º ottobre 2017   | 17 settembre 2017 |
| 6  | The Imposter Inside   | L'impostore                   | 8 luglio 2017     | 1º ottobre 2017   | 17 settembre 2017 |
| 7  | The Stranger          | La sconosciuta                | 9 luglio 2017     | 1º ottobre 2017   | 17 settembre 2017 |
| 8  | Bounty of Trouble     | Una taglia pericolosa         | 9 luglio 2017     | 1º ottobre 2017   | 17 settembre 2017 |
| 9  | Newest Recruit        | La nuova recluta              | 1º ottobre 2017   | 29 ottobre 2017   | 11 novembre 2017  |
| 10 | Tracker Trouble       | Un localizzatore sospetto     | 2 ottobre 2017    | 29 ottobre 2017   | 11 novembre 2017  |
| 11 | Teach You, I Will     | Insegnarti, dovrò             | 3 ottobre 2017    | 29 ottobre 2017   | 11 novembre 2017  |
| 12 | The Starfighter Stunt | L'impresa del caccia stellare | 4 ottobre 2017    | 29 ottobre 2017   | 11 novembre 2017  |
| 13 | Accidental Allies     | Alleati occasionali           | 29 ottobre 2017   | 29 ottobre 2017   | 11 novembre 2017  |
| 14 | An Imperial Feast     | Banchetto imperiale           | 30 ottobre 2017   | 29 ottobre 2017   | 11 novembre 2017  |
| 15 | The Happabore Hazard  | Pericolo Happabore            | 31 ottobre 2017   | 29 ottobre 2017   | 11 novembre 2017  |
| 16 | Crash Course          | Una ragazza da schianto       | 1º novembre 2017  | 29 ottobre 2017   | 11 novembre 2017  |

## Sabbie di Jakku
- Titolo originale: Sands of Jakku

### Trama
Su Jakku, Rey porta BB-8 a casa, dove BB-8 può rimanere fino a quando qualcuno non viene per il droide. Un verme della notte affamato ingoia BB-8 e scompare nella sabbia. Rey salva BB-8 colpendo il verme nascosto con un tiro fortunato del suo quarterstaff. Rey nutre il verme di rottami, placando il suo appetito.
- Durata: 2 minuti e 49 secondi

## BB-8 e i banditi
- Titolo originale: BB-8 Bandits

### Trama
Su Jakku, Rey e BB-8 si dirigono verso l'avamposto di Niima, sperando che qualcuno stia cercando BB-8 lì. Teedo e due banditi, che vogliono BB-8, li attaccano. Nel conseguente inseguimento sullo speeder, Rey fa schiantare i banditi. Attira Teedo al verme della notte, che mangia lo speeder di Teedo. Lei e BB-8 fuggono.
- Durata: 2 minuti e 49 secondi

## Ewok in fuga
- Titolo originale: Ewok Escape

### Trama
Leila Organa è guidata attraverso le foreste di Endor da un Ewok, Wicket. Trovano altri due Ewok messi all'angolo da due stormtrooper. Wicket intrappola gli stormtrooper, ma il suo piano presto va storto. Leila lo salva. Gli Ewok portano Leila nel loro villaggio e le danno un vestito e una lancia.
- Durata: 2 minuti e 34 secondi

## La via del Padawan
- Titolo originale: The Padawan Path

### Trama
Ahsoka Tano è in ritardo per una cerimonia al tempio Jedi su Coruscant. Sente urlare e devia per salvare i civili da un droide malfunzionante. Arriva al tempio e Yoda la elogia per sua crescita come Padawan e le dà una perlina per la sua treccia da Padawan. Il suo maestro Anakin Skywalker esprime orgoglio per lei.
- Durata: 3 minuti e 4 secondi

## Bestie della Base Echo
- Titolo originale: Beasts of Echo Base

### Trama
Ambientato prima di L'Impero colpisce ancora, Leila e R2-D2 cercano Chewbecca, che è scomparso mentre scavava nei corridoi nella base di Hoth. Scoprono che è stato catturato da un Wampa. Leila distrae il Wampa mentre Chewbecca e R2-D2 riparano la porta, e tutti e tre sigillano il Wampa fuori dalla base chiudendo la porta.
- Durata: 2 minuti e 49 secondi
- Guest star: Anthony Daniels (voce originale di C-3PO).

## L'impostore
- Titolo originale: The Imposter Inside

### Trama
A Coruscant, Ahsoka e la senatrice Padmé Amidala si preparano per i controversi negoziati diplomatici durante la cena. Notano che il tavolo è stato apparecchiato in modo errato, costringendo un'assassina mutaforma Clawdite a rivelarsi. Sottomettono l'assassina. Tuttavia, la stanza viene distrutta e i negoziati devono essere rinviati.
- Durata: 2 minuti e 19 secondi

## La sconosciuta
- Titolo originale: The Stranger

### Trama
Gli stormtrooper su Lothal tentano di confiscare il gatto di una ragazza, ma interviene Jyn Erso. Il gatto scappa, e Jyn e gli stormtrooper si danno la caccia. Sottomette gli stormtrooper e riunisce la ragazza con il suo animale.
- Durata: 2 minuti e 34 secondi

## Una taglia pericolosa
- Titolo originale: Bounty of Trouble

### Trama
Gli stormtrooper scortano Leila su Lothal. Sabine Wren mette in scena il rapimento di Leila in modo che Leila, lavorando segretamente per l'Alleanza Ribelle, possa fornire a Sabine un nastro dati sulle posizioni della base imperiale. Tuttavia, il droide cacciatore di taglie IG-88 li attacca per il nastro. Leila mette gli stormtrooper contro IG-88. Leila passa con successo il nastro a Sabine e torna alla sua scorta.
- Durata: 2 minuti e 34 secondi

## La nuova recluta
- Titolo originale: Newest Recruit

### Trama
Ketsu aiuta Sabine a rubare cibo dall'Impero a Lothal, ma Ketsu non è sicura che si unirà alla Ribellione. La missione si trasforma in una sparatoria con degli stormtrooper e Ketsu salva un bambino nascosto dentro a una cassa di provviste durante il fuoco incrociato. Sabine chiama Hera che arriva con lo Spettro e li porta in salvo. A bordo dello Spettro, Ketsu decide di unirsi alla Ribellione.
- Durata: 3 minuti e 3 secondi
- Nota: su Disney+ questo episodio risulta essere il 12º episodio, dopo l'episodio L'impresa del caccia stellare.

## Un localizzatore sospetto
- Titolo originale: Tracker Trouble

### Trama
Rey, Ian, BB-8, Chewbecca e Finn stanno viaggiando verso il castello di Maz quando il Millennium Falcon viene tirato fuori dall'iperspazio. Rey, Finn e Chewbecca cercano un localizzatore, ma invece trovano una bomba. Rey e Chewbecca lanciano la bomba nello spazio mentre Finn ordina a Ian di fare il salto nell'iperspazio.
- Durata: 2 minuti e 19 secondi

## Insegnarti, dovrò
- Titolo originale: Teach You, I Will

### Trama
Al tempio Jedi, Anakin vuole insegnare ad Ahsoka, ormai frustrata, come usare due spade laser contemporaneamente. Yoda interviene e le insegna una preziosa lezione sull'importanza dell'individualità.
- Durata: 3 minuti e 19 secondi

## L'impresa del caccia stellare
- Titolo originale: The Starfighter Stunt

### Trama
Mentre Ahsoka insegna a Padmé come pilotare un caccia N-1, un caccia droide Vulture li attacca. Padmé deve usare le sue abilità appena apprese nel pilotaggio per aiutarli a fuggire.
- Durata: 2 minuti e 49 secondi

## Alleati occasionali
- Titolo originale: Accidental Allies

### Trama
Sabine aiuta Jyn a sfuggire dall'inseguimento di alcuni stormtrooper e Jyn aiuta Sabine.
- Nota: questo è ultimo episodio con Felicity Jones come voce di Jyn Erso.
- Durata: 2 minuti e 48 secondi

## Banchetto imperiale
- Titolo originale: An Imperial Feast

### Trama
Leila ordina a Ian di contrattare con la collega pilota Hera Syndulla delle razioni da dare a degli Ewok affamati.
- Durata: 2 minuti e 45 secondi

## Pericolo Happabore
- Titolo originale: The Happabore Hazard

### Trama
Rey scopre un Happabore ostinato e immobile seduto sulla nave che avrebbe dovuto rimorchiare.
- Durata: 2 minuti e 45 secondi

## Una ragazza da schianto
- Titolo originale: Crash Course

### Trama
Sabine con riluttanza lascia che Ketsu prenda in prestito il suo speeder preferito per una missione segreta.
- Durata: 2 minuti e 15 secondi